# LM-хеш
LM-хеш, или LAN Manager хеш, — один из форматов, используемых Microsoft LAN Manager и версиями Microsoft Windows до Windows Vista для хранения пользовательских паролей длиной менее 15 символов. Это единственный вид хеширования, используемый в Microsoft LAN Manager, откуда и произошло название, и в версиях Windows до Windows Me. Он также поддерживается и более поздними версиями Windows для обратной совместимости, хотя в Windows Vista его приходится включать вручную.

## Алгоритм
LM-хеш вычисляется следующим образом:
1. Пароль пользователя приводится к верхнему регистру.
2. Пароль дополняется нулями или обрезается до 14 байтов.
3. Получившийся пароль разделяется на две части по 7 байтов.
4. Эти значения используются для создания двух ключей DES, по одному для каждой 7-байтовой половинки, при этом 7 байтов рассматриваются как битовый поток и после каждых 7 битов вставляется ноль. Так создаются 64 бита, необходимые для ключа DES.
5. Каждый из этих ключей используется для DES-шифрования ASCII-строки «KGS!@#$%», в результате получаются два 8-байтовых шифрованных значения.
6. Данные шифрованные значения соединяются в 16-байтовое значение, являющееся LM-хешем.

## Уязвимости защиты
Несмотря на то, что LM-хеш основан на качественном блочном шифре DES, он может быть легко атакован для подбора пароля из-за двух уязвимостей в его реализации. Во-первых, пароли длиннее 7 символов разделяются на две части и каждая часть хешируется отдельно. Во-вторых, все символы нижнего регистра приводятся к верхнему до хеширования пароля. Первая уязвимость позволяет атаковать каждую часть пароля по отдельности. Хотя и существует {\displaystyle 95^{14}\approx 2^{92}} различных паролей составленных из видимых ASCII-символов, но можно составить только {\displaystyle 95^{7}\approx 2^{46}} различных 7-байтовых частей пароля, используя одну кодовую таблицу. Ограничение набора символов из-за преобразования к верхнему регистру также сокращает количество вариантов до {\displaystyle 69^{7}\approx 2^{43}}. Применив brute force атаку отдельно к каждой половине, современные персональные компьютеры могут подобрать буквенно-цифровой LM-хеш за несколько часов.
Так как LM-хеш не использует случайных последовательностей, на него также возможны словарные криптоаналитические атаки, такие как радужные таблицы. В 2003 году была опубликована Ophcrack — атака, реализованная на основе rainbow tables. Она использует все уязвимости LM-шифрования и включает базу данных, достаточную для взлома практически всех число-символьных LM-хешей за несколько секунд. Многие утилиты для взлома, такие как RainbowCrack, L0phtCrack и Cain, сейчас также включают подобные атаки, что делает взлом LM-хешей тривиальным.
Реагируя на данные уязвимости, заложенные в LM-шифровании, Microsoft представила в Windows NT 3.1 алгоритм NTLM. Хотя LAN Manager и считается устаревшим и современные версии ОС Windows используют более надёжный NTLM алгоритм хеширования, все ОС Windows до сих пор по умолчанию рассчитывают и хранят LM-хеш для совместимости с LAN Manager и Windows Me или более старыми клиентами. Считается, что отключение этой возможности, когда она не нужна, повышает безопасность.
Microsoft заявляла, что поддержка LM-хеширования будет полностью устранена в ОС Windows Vista. Несмотря на это, в текущем релизе Vista содержится поддержка LM-хеша, хотя и отключённая по умолчанию. Её можно включить в «Локальных политиках безопасности» из утилит «Администрирования».

## Пароли особенно уязвимые при LM-хешировании
Из-за разбиения паролей, пароли состоящие из 7 и менее символов особенно уязвимы, так же как и состоящие из слова длиной в 7 символов, за которым следует другое распространённое слово или единственный символ. Между тем, так как LM-хеширование не применяется к паролям длиной 15 символов и более, они относительно устойчивы. Если не используются версии Windows семейства 9x, поддержка и использование LM-хеша может быть отключена.

## Причины для дальнейшего использования
| продукт         | поддержка NTLMv1       | поддержка NTLMv2                                                           |
| --------------- | ---------------------- | -------------------------------------------------------------------------- |
| Windows NT 3.1  | RTM (1993)             | не поддерживается                                                          |
| Windows NT 3.5  | RTM (1994)             | не поддерживается                                                          |
| Windows NT 3.51 | RTM (1995)             | не поддерживается                                                          |
| Windows NT 4    | RTM (1996)             | с пакетом обновления 4 (25 октября 1998)                                   |
| Windows 95      | не поддерживается      | Клиент службы каталогов (выпущен с Windows 2000 сервером, 17 февраля 2000) |
| Windows 98      | RTM                    | Клиент службы каталогов (выпущен с Windows 2000 сервером, 17 февраля 2000) |
| Windows 2000    | RTM (17 февраля 2000)  | RTM (17 февраля 2000)                                                      |
| Windows ME      | RTM (14 сентября 2000) | Клиент службы каталогов (выпущен с Windows 2000 сервером, 17 февраля 2000) |
| Samba           | ?                      | версия 3.0 (24 сентября 2003)                                              |
| JCIFS           | не поддерживается      | версия 1.3.0 (25 октября 2008)                                             |
| IBM AIX (SMBFS) | 5.3 (2004)             | Не поддерживается в версии 7.1                                             |